# Byrrus
Il byrrus, o birros (dal greco βίρρος) era un mantello in lana pesante, solitamente con un cappuccio, usato nel periodo imperiale.
Il byrrus consisteva in un semplice pezzo di forma semicircolare, avvolta attorno al collo, fermata con una fibula e aperta sul davanti, ma si portava ben chiuso in modo da avvolgere la persona fin quasi alle ginocchia; il cappuccio, o cucullus, veniva cucito attorno al collo. Poteva essere reso quasi impermeabile trattandolo con olio di lino cotto.
Veniva indossato a Roma dagli schiavi, ma successivamente si diffuse anche in classi più elevate.